# Círculo Maldá
El Círculo Maldá (en catalán: Círcol Maldà) es el nombre que recibe la sala de teatro de Barcelona, de dimensiones reducidas, habilitada para espectáculos escénicos y musicales, ubicada en el Palacio Maldá, en la calle del Pino, número de 5.
A mediados de los años 1980 el heredero de los barones de Maldá, el músico Alfonso Vilallonga, adaptó una de les estancias del palacio para hacer conciertos. El espacio, de reducidas dimensiones y con capacidad para 70 personas, conserva la decoración de sala aristocrática. 
Se organizan recitales musicales, espectáculos de cabaret y de "teatro íntimo", conferencias, charlas y proyecciones.